# Gertrude Käsebier

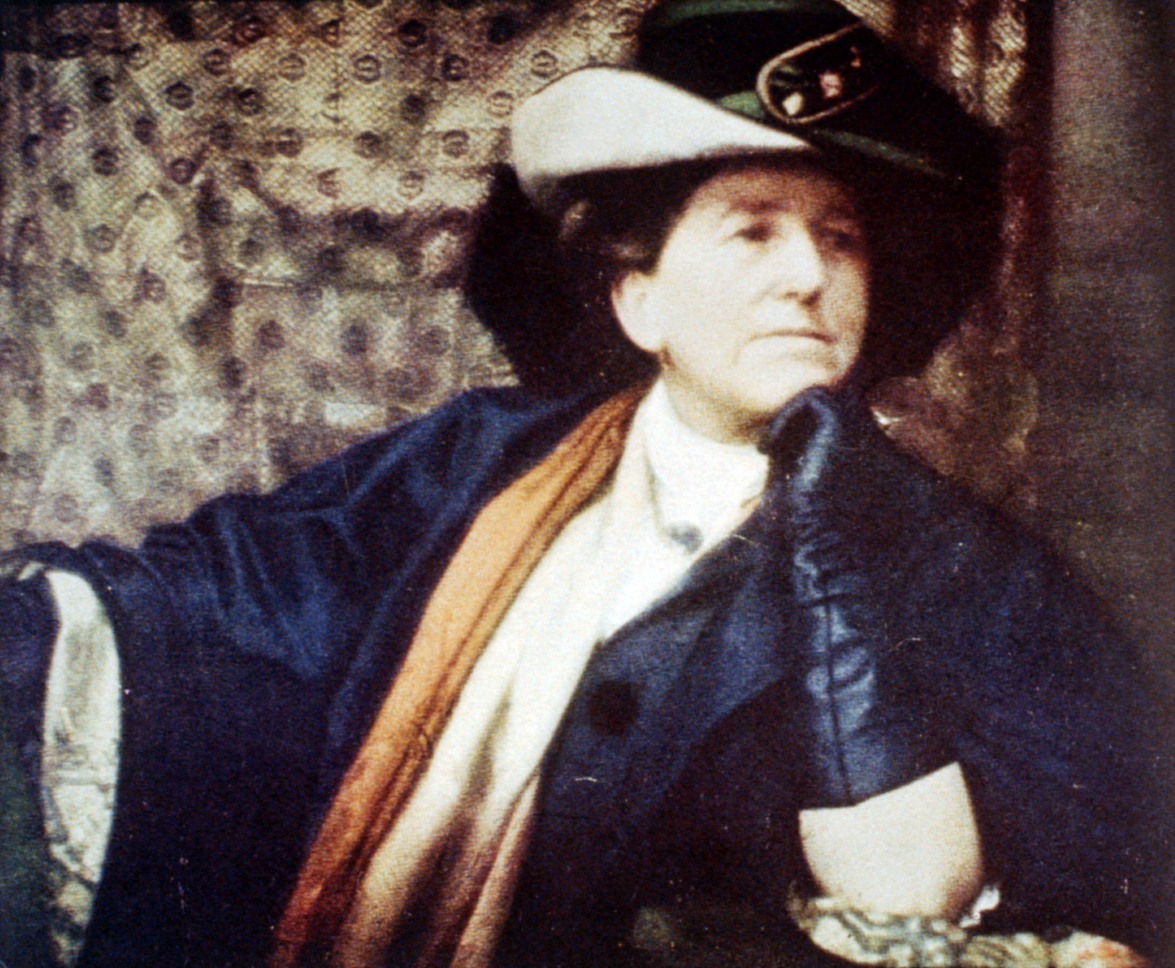
Gertrude Käsebier, 1908

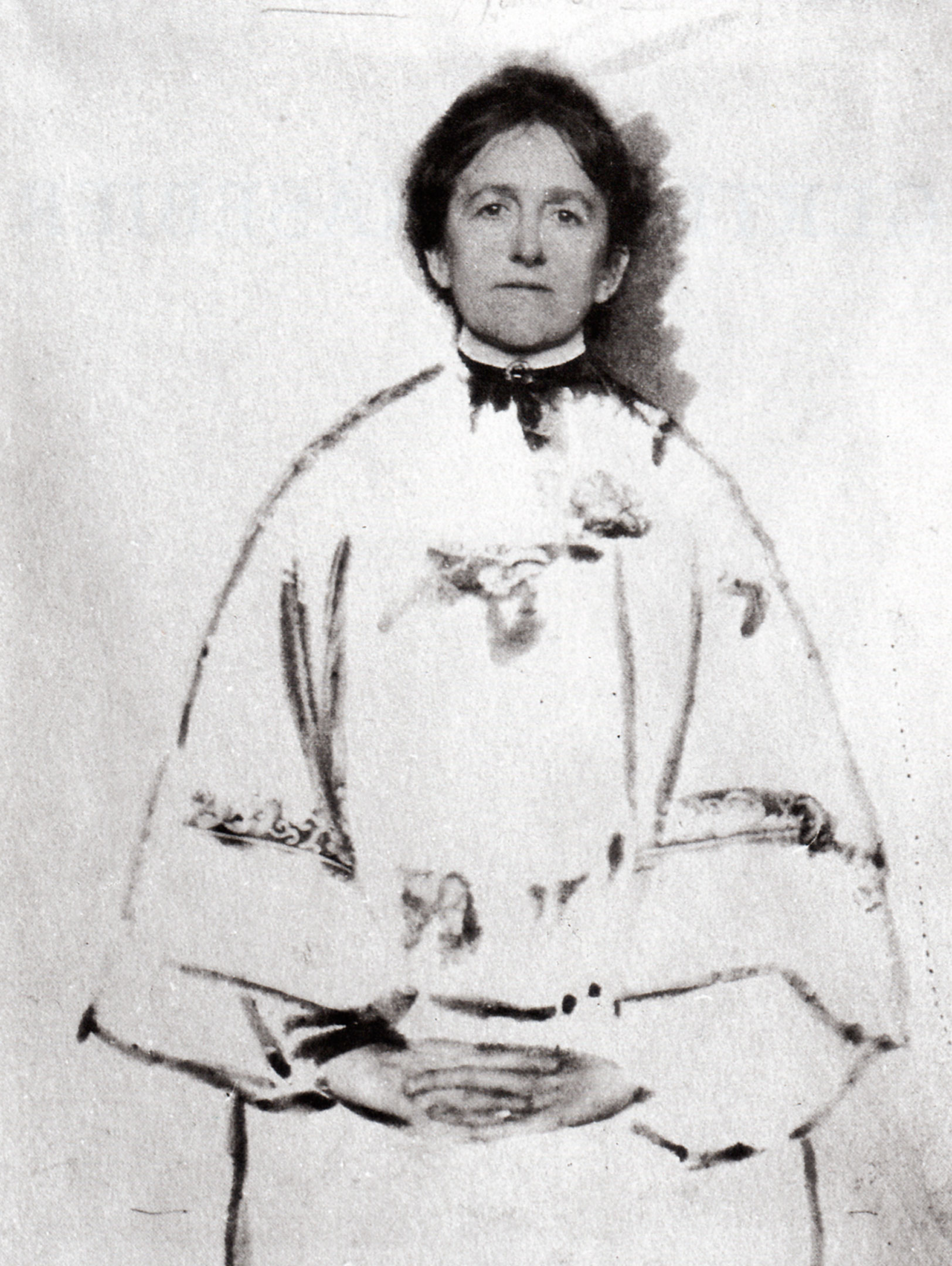
Selbstbildnis, um 1899

Gertrude Käsebier, auch Gertrude Stanton Kasebier, geborene Stanton, (* 18. Mai 1852 in Des Moines, Iowa; † 13. Oktober 1934 in New York) war eine US-amerikanische Fotografin. Sie gilt als eine der bedeutendsten Vertreterinnen des Piktorialismus.

## Leben und Wirken
Gertrude Käsebier wurde am 18. Mai 1852 als Gertrude Stanton in Des Moines, Iowa, geboren. Ihre Eltern waren Muncy Boone Stanton und John W. Stanton. Der Vater betrieb ab 1859 in Golden City ein Sägewerk im Bauboom des Colorado Gold Rush. Er starb schon 1864, weshalb die Mutter mit der Familie nach New York übersiedelte. Gertrude heiratete im Jahr 1874 Eduard Käsebier, einen Geschäftsmann deutscher Abstammung.
Gegen Ende der 1880er Jahre absolvierte sie eine künstlerische Ausbildung am Pratt Institute in New York. Als Ehefrau und Mutter dreier Kinder begann sie in den 1890er Jahren, gelegentlich ihre Familie zu fotografieren. Erst später, nach einer weiteren Ausbildung  bei einem Porträtfotografen, eröffnete sie 1897 ihr eigenes Fotostudio in New York. Mit ihren  Porträtfotografien hatte sie rasch auch wirtschaftlichen Erfolg; bereits 1898 wurde ihr eine Ausstellung im New Yorker Camera Club gewidmet. 1903 veröffentlichte Alfred Stieglitz in der Erstausgabe seines Magazins für Fotografie, der Camera Work, sechs ihrer Fotografien, unter anderem das nebenstehende Bild Blessed Art Thou among Women.
Ihr Bild The Manger (Die Krippe) erzielte 1899 mit 100 Dollar den höchsten Verkaufspreis, der bis dato für eine Kunstfotografie bezahlt worden war. Käsebier wurde als erste Frau in die Brotherhood of the Linked Ring aufgenommen, sie war 1902 Gründungsmitglied der Photo-Secession. Wegen differierender Ansichten trennte sie sich aber von der maßgeblich von Stieglitz beeinflussten Secession und gründete 1910 als rivalisierende Vereinigung die Picturial Photographers of America.

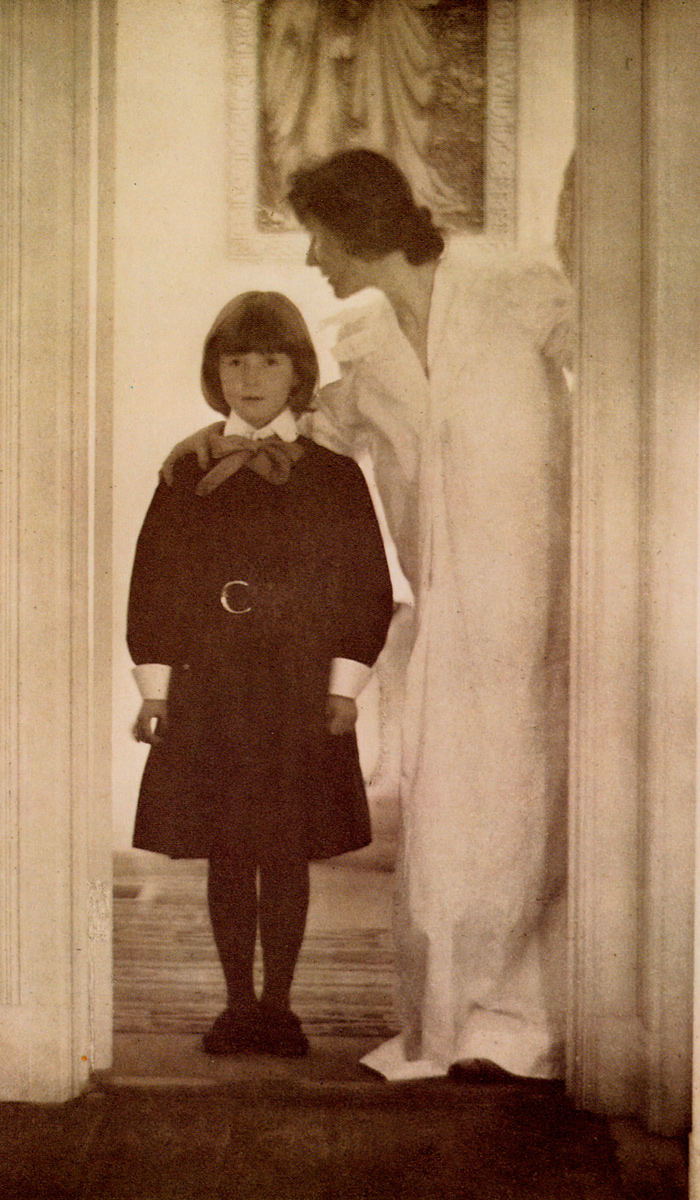
Blessed Art Thou Among Women (dt.: „Du bist gebenedeit unter den Frauen“), um 1899
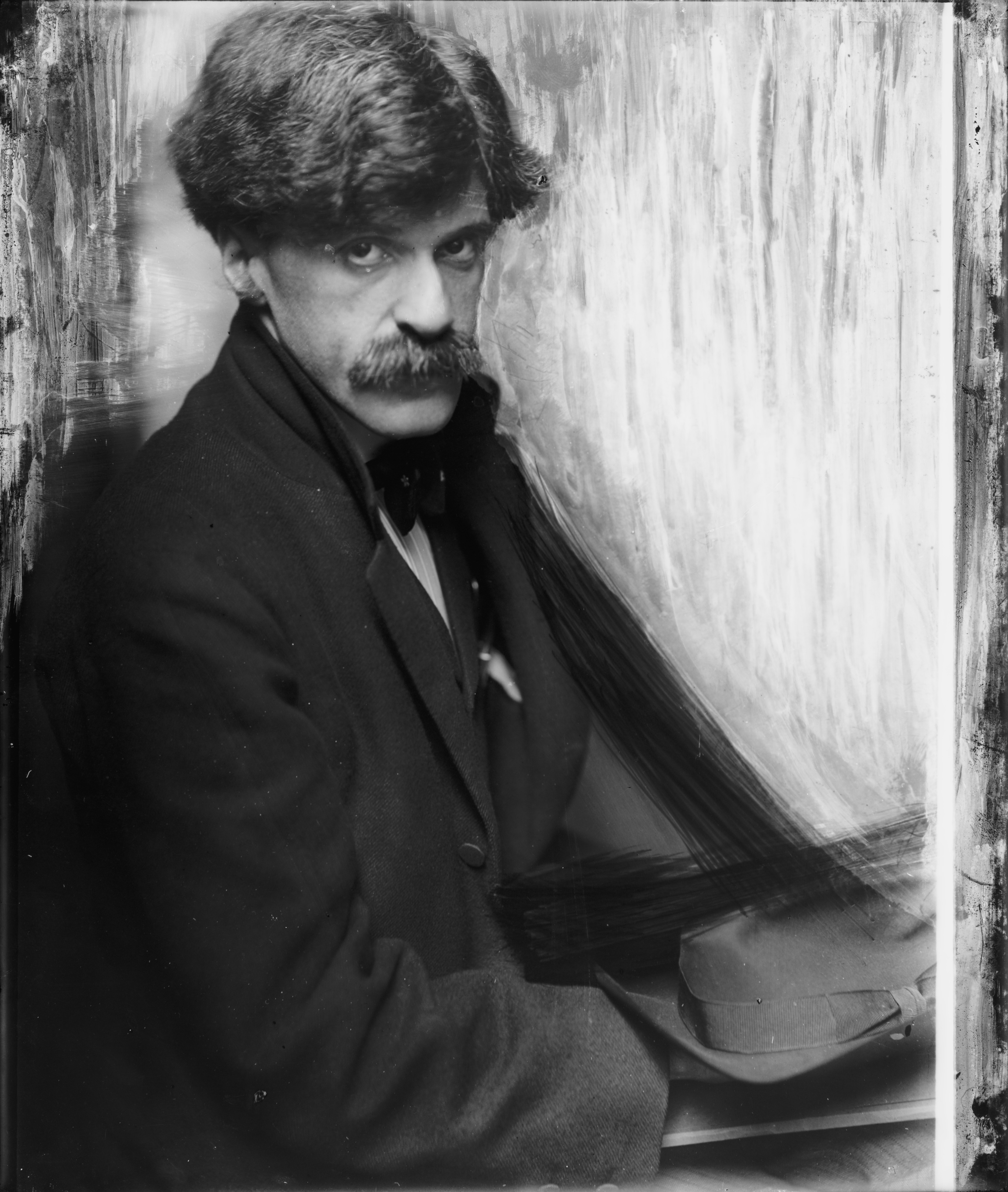
Alfred Stieglitz, 1902
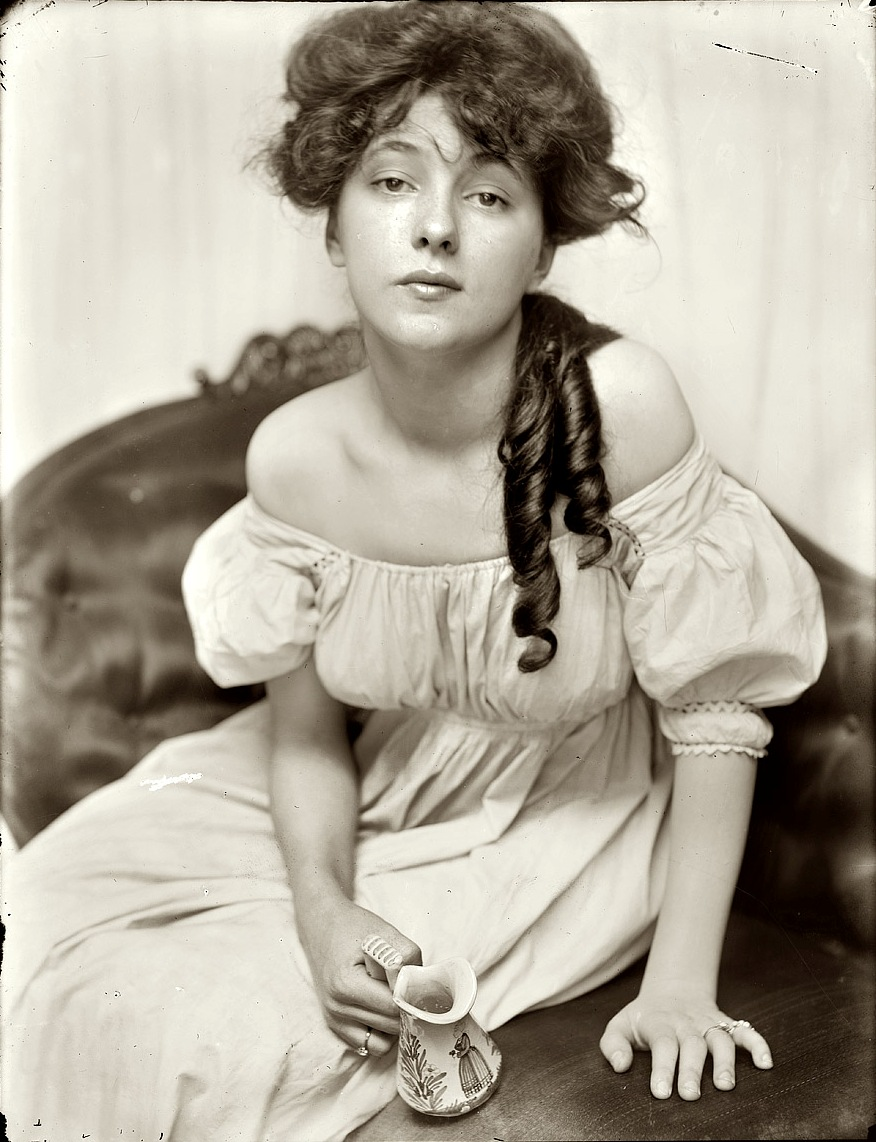
Miss N, Evelyn Nesbit, 1903
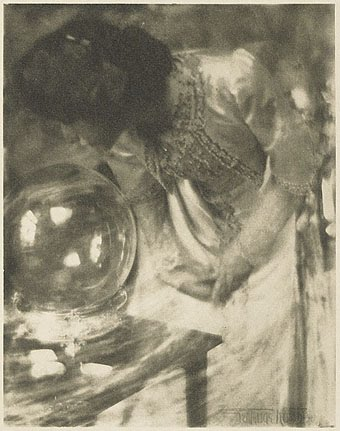
The Cristal Gazer, 1904
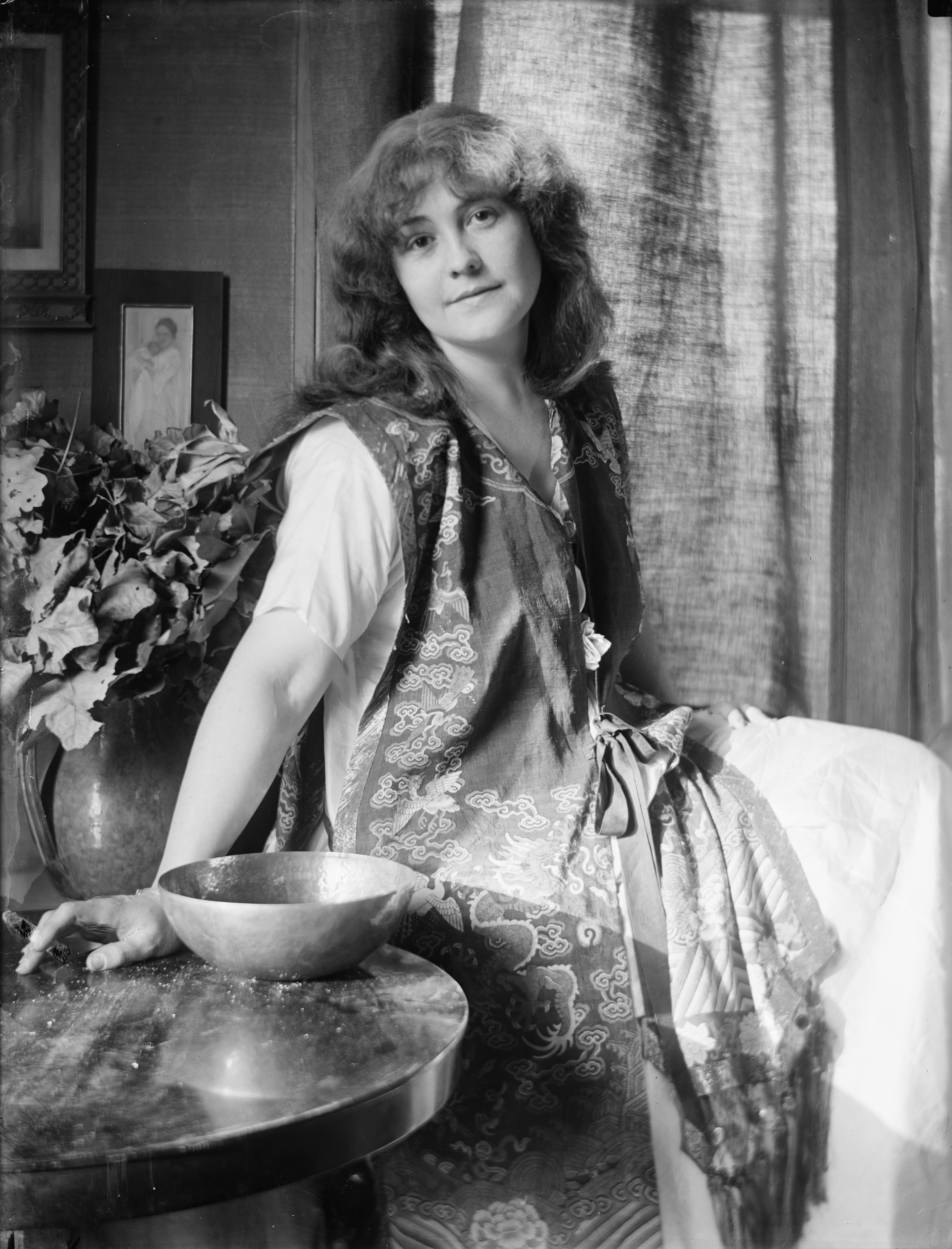
Rose O'Neill, porträtiert im Studio von Gertrude Käsebier, 1907
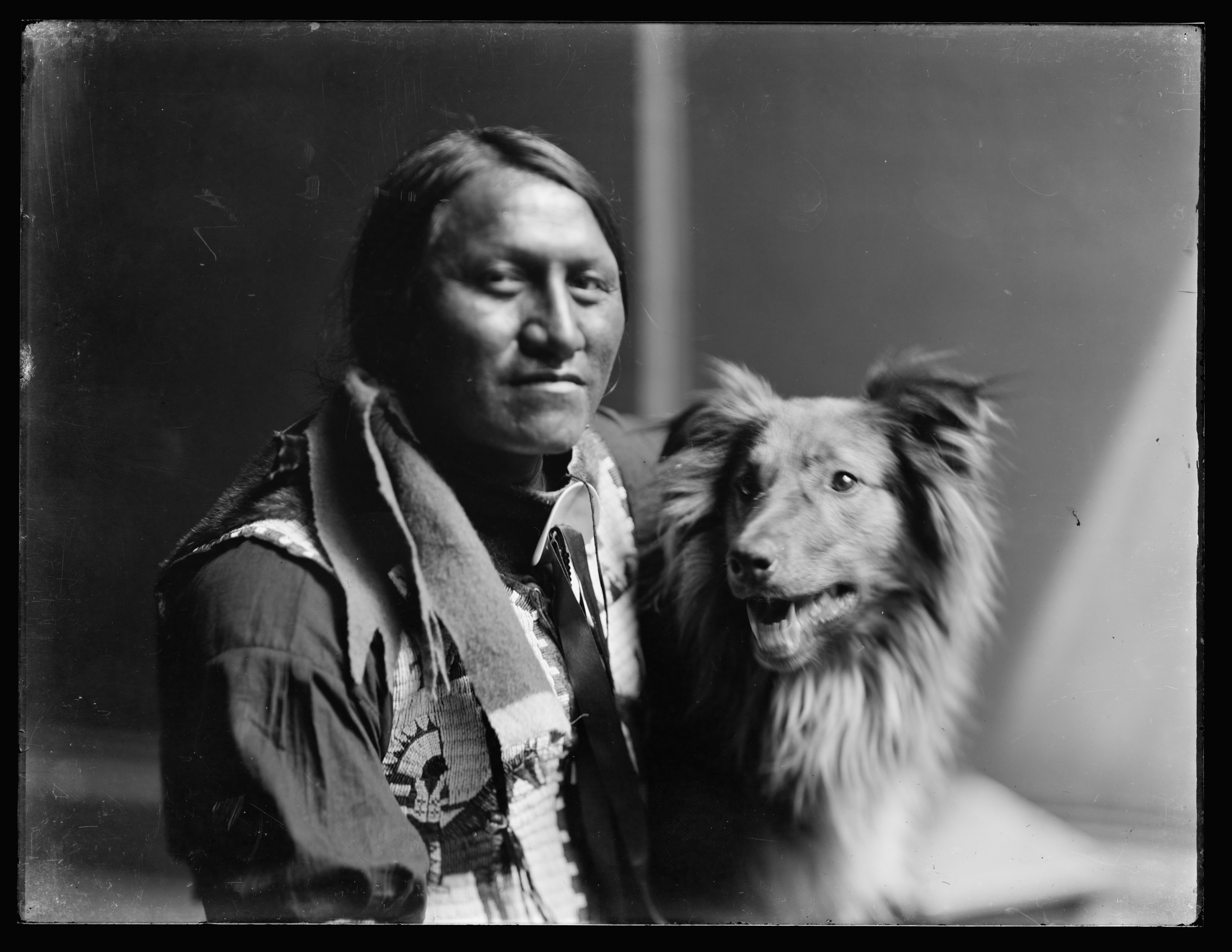
Charging Thunder, 1900
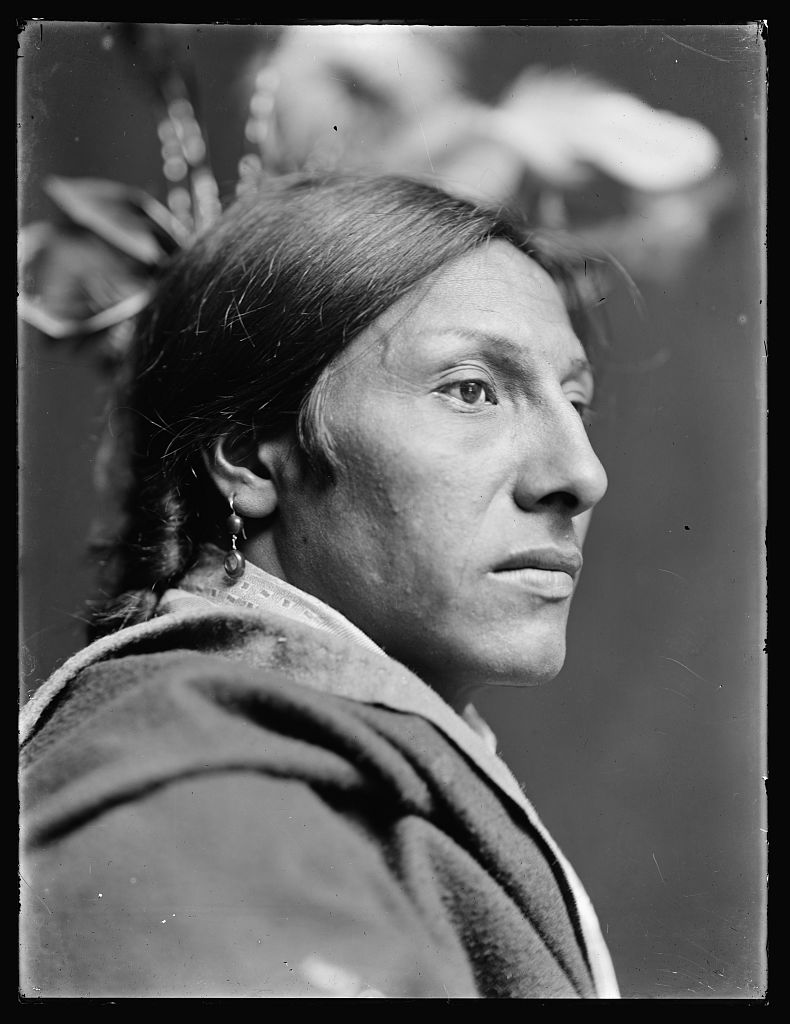
Amos Two Bulls, 1901
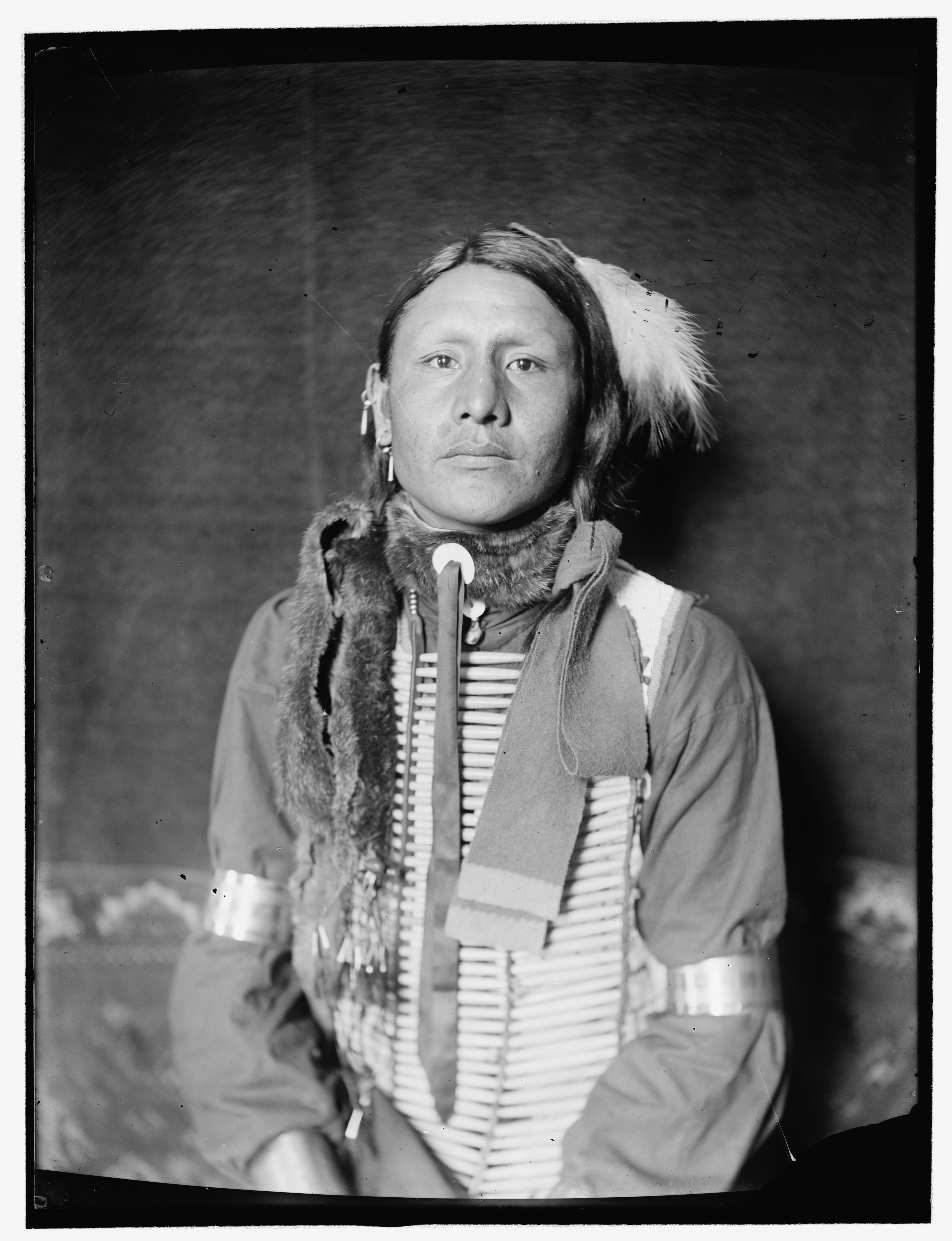
Has No Horses, 1900

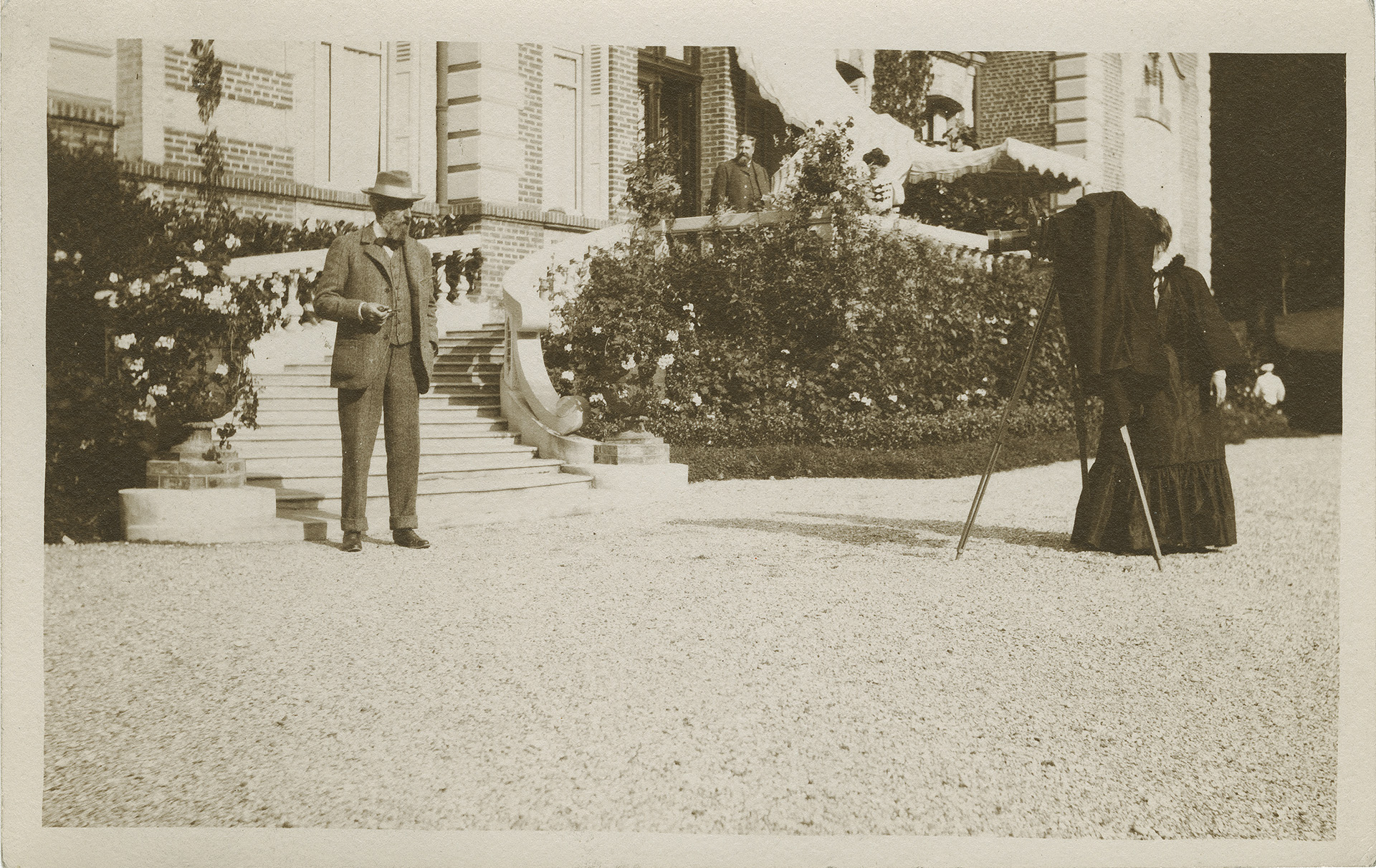
Gertrude Käsebier in der Villa San Carlo beim Fotografieren, Villers-sur-Mer, Foto: Frances Benjamin Johnston, 1905

Neben den Porträtfotografien – etwa von Sioux-Indianern, die sie durch Buffalo Bills Wild-West-Show kennengelernt hatte – und in späterer Zeit auch Landschaftsaufnahmen ist Gertrude Käsebier bekannt für ihre romantischen Mutter-Kind-Motive, bei denen sie der Ausgestaltung der Tonwerte Vorrang vor kompositorischen Fragen gab.
Obwohl das Werk von Gertrude Käsebier nicht für Aktaufnahmen bekannt ist, hat sie mindestens zwei Aufnahmen entkleideter Frauen gemacht, auf der einen, „The Bat“ betitelten Fotografie aus den Jahren 1902 bis 1904, stand Jane White, Ehefrau des Fotografen Clarence Hudson White, Modell.